# Luxgen5 Sedan
Luxgen5 Sedan — переднеприводной пятиместный седан тайваньской автомобильной марки Luxgen.

## Описание
Автомобиль Luxgen5 Sedan являлся первым седаном компании Luxgen. Дизайн разработан дизайн-центром HAITEC.
Впервые автомобиль был представлен в ноябре 2011 года под названием Luxgen Neora. Серийно модель выпускалась со второго квартала 2012 года.
За всю историю производства автомобиль оснащался 1,8-литровым двигателем внутреннего сгорания с турбонаддувом мощностью 171 л. с. или же 2-литровым четырёхцилиндровым двигателем мощностью 191 л. с. Для ночного видения автомобиль оснащён функциями Think + и Eagle View. Цена составляла около 23000 долларов.
На российском рынке модель продавалась с августа 2012 года, но неофициально.

## Галерея

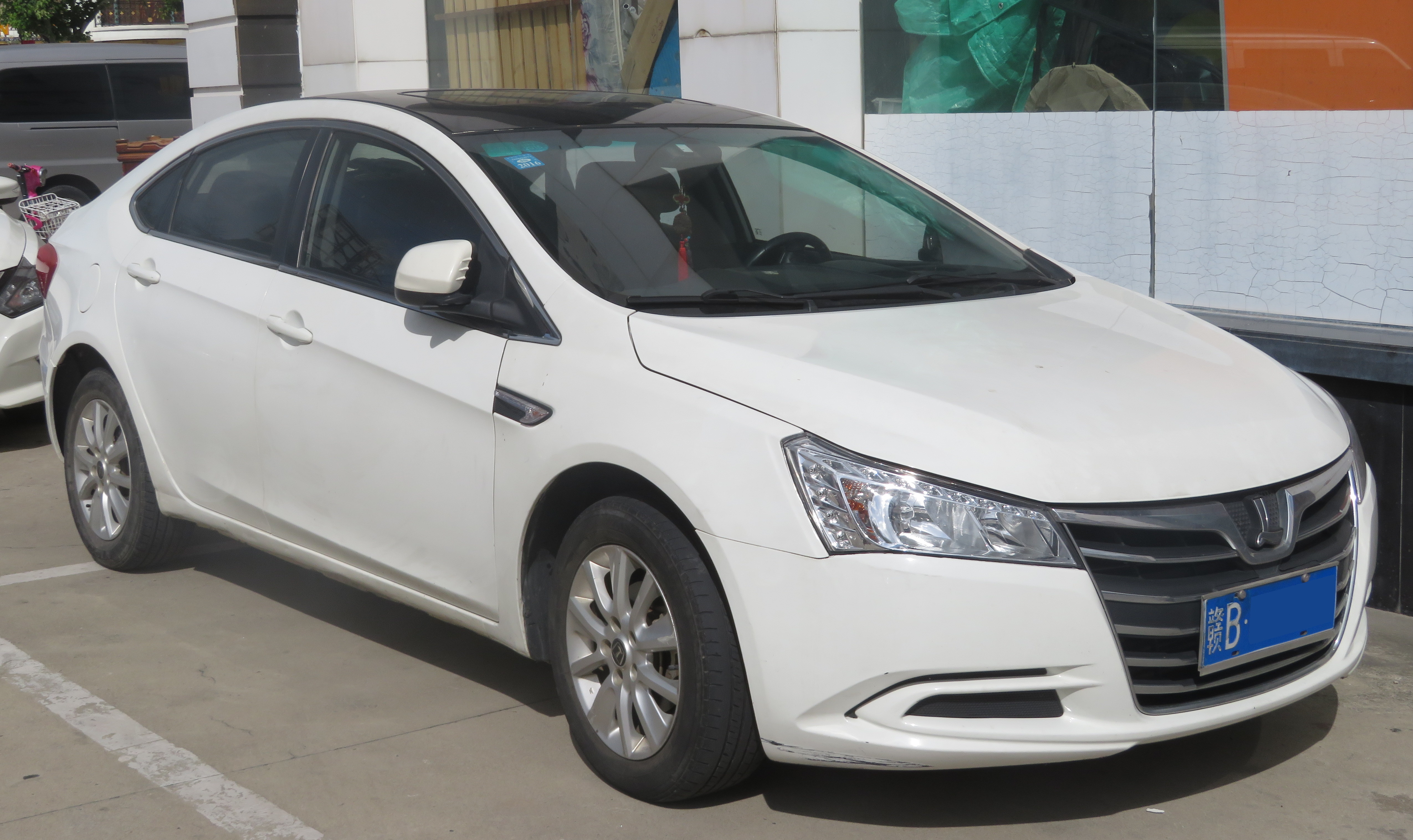
Luxgen5 sedan
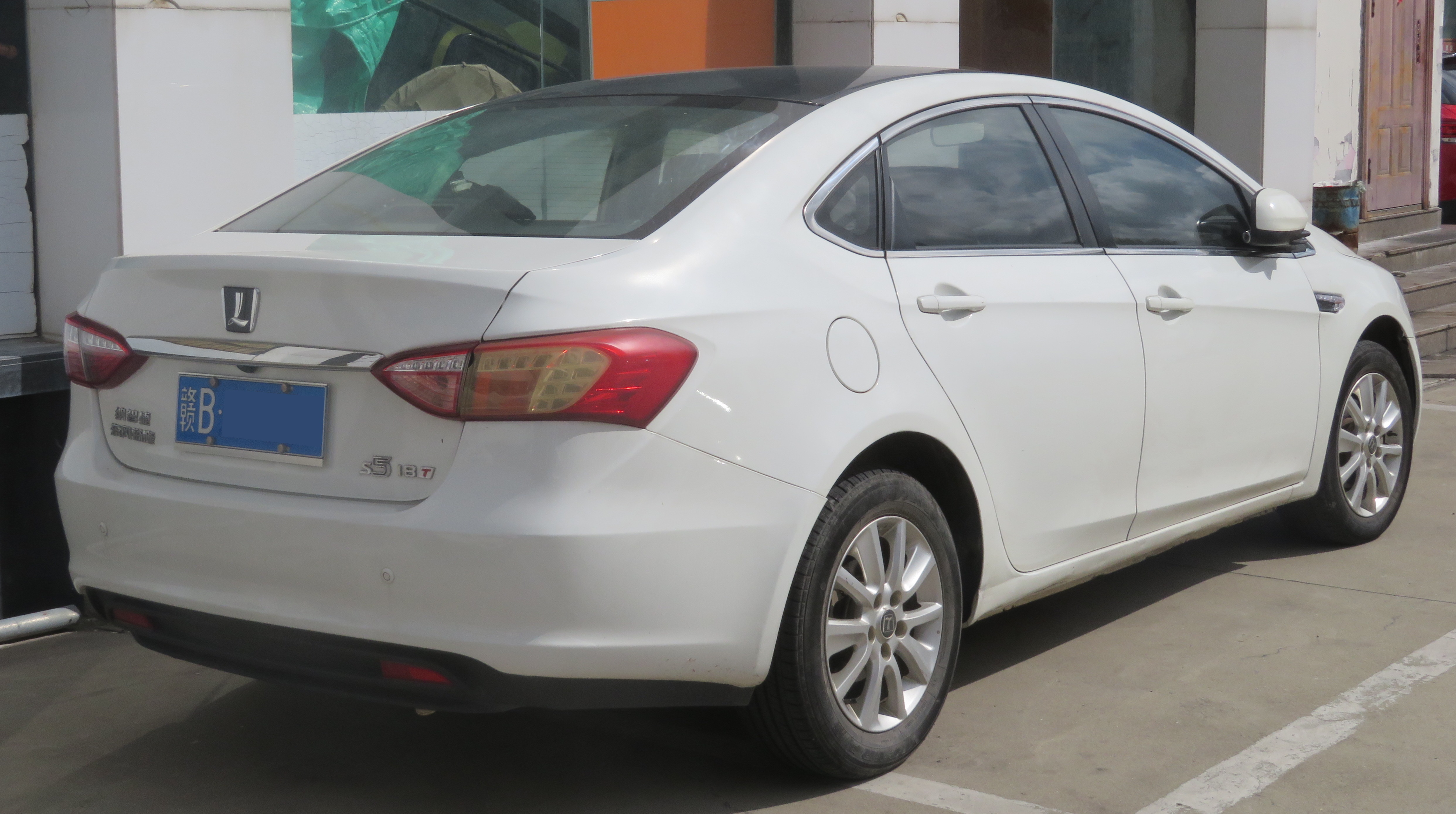
Вид сзади
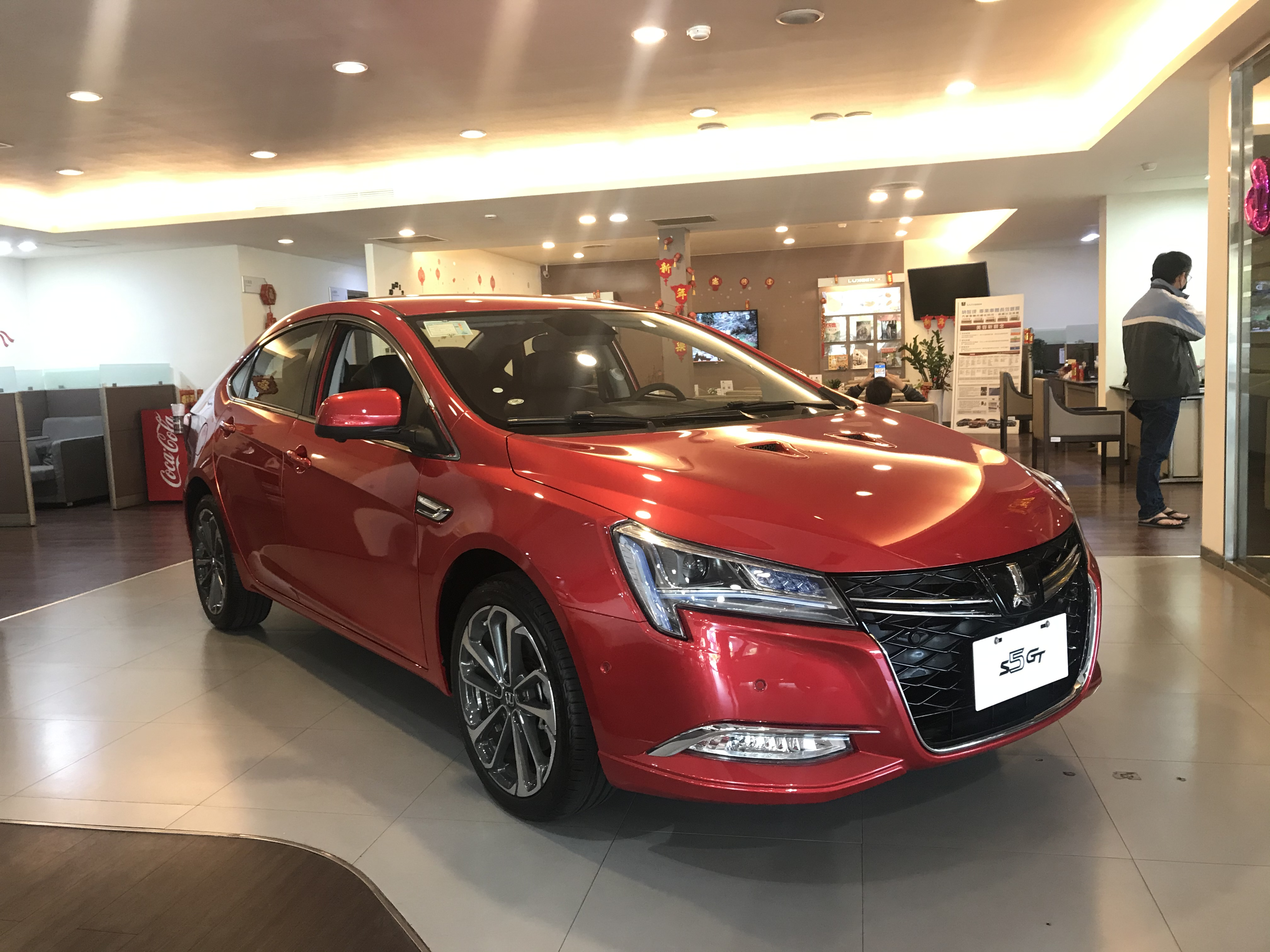
Luxgen S5 GT
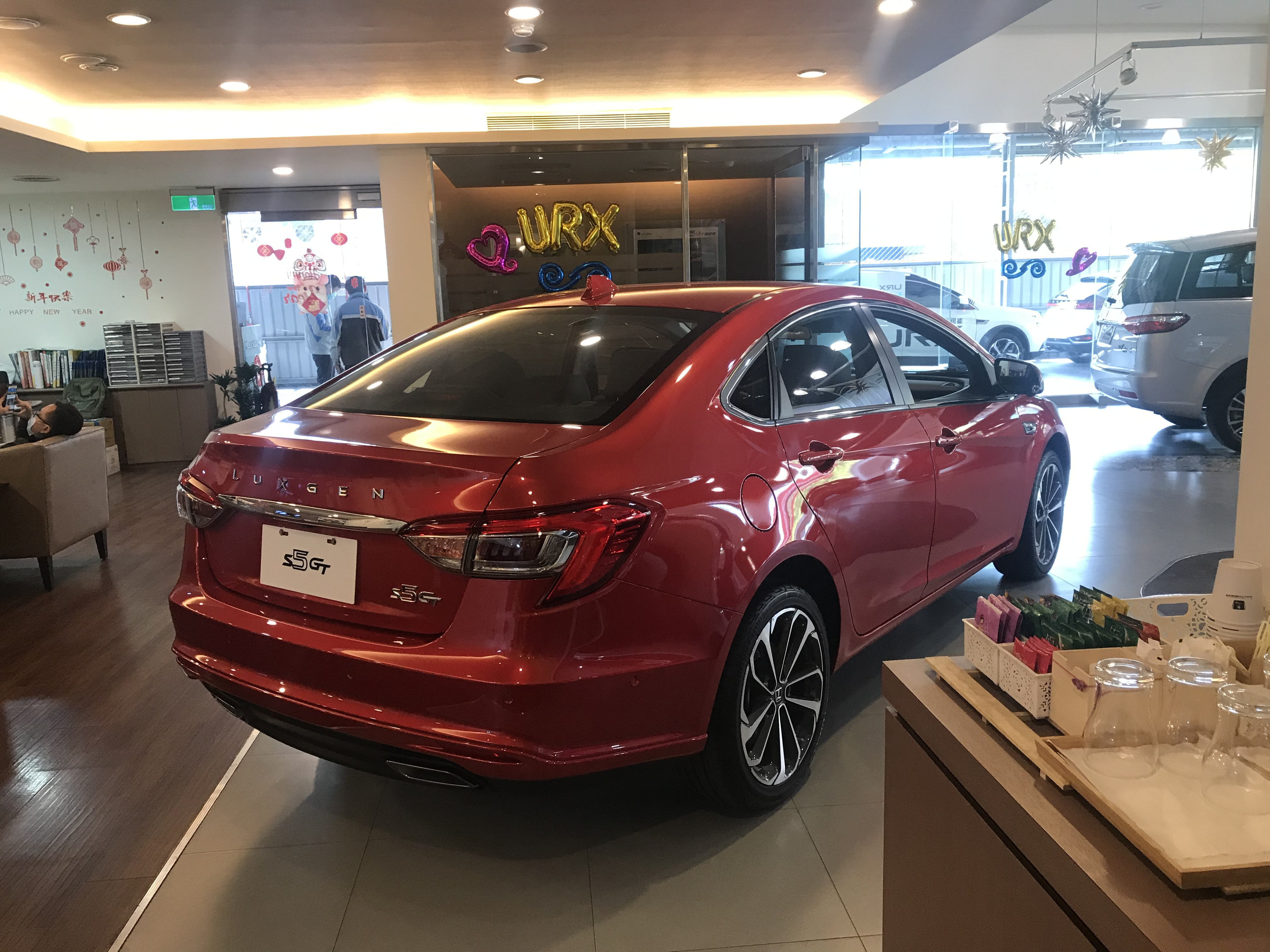
Вид сзади